# Junkers Jumo 223
El Junkers Jumo 223 fue un motor de aviación experimental alemán que combinaba diseños previos en un único montaje. Básicamente, el Jumo 223 era un motor diésel de dos tiempos con pistones opuestos, es decir, no existen culatas, siendo realizada la función de cierre de la cámara de combustión por el otro pistón que comparte el mismo cilindro.

## Diseño y desarrollo
El diseño se realizó combinando cuatro motores de pistones opuestos en una configuración cuadrangular. Ello permite compartir un cigüeñal por cada dos bancadas, con lo que el Jumo 223 contaba con cuatro bancadas de seis cilindros, cada una de ellas con doce pistones, con un total de 24 cilindros y 48 pistones y 29 litros de desplazamiento. Si bien cuatro motores de cilindros opuestos tendrían ocho cigüeñales, la combinación en forma de cuadrado permitía compartirlos en los vértices de la figura, dejando el total en cuatro. El desarrollo comenzó alrededor de 1939 y continuó hasta 1942 cuando la aparición de los motores a reacción frenaron el desarrollo y el proyecto se detuvo.
Desde el principio, el motor estaba destinado a impulsar una doble hélice contrarrotativa y tenía una caja reductora con una relación de transmisión de 3,86:1. La carrera y el diámetro eran más pequeños que en el Jumo 207 para poder aumentar la velocidad del motor. Además de un ventilador de aire de purga, también se instaló un turbocompresor. En el banco de pruebas, se alcanzó por primera vez los 1839 kW (2.500 hp) a 4400 RPM. El motor solo funcionó en el banco de pruebas. Se diseñó una versión con un turbocompresor modificado para una altura de presión máxima de 10.000 metros, pero no llegó a fabricarse.

## Jumo 224
En 1942, el desarrollo del Jumo 223 fue abandonado debido a un nuevo proyecto, el Junkers Jumo 224, de mayor capacidad, con un desplazamiento de 73 litros; era considerablemente más grande y capaz de entregar hasta 4.500 HP.

## Especificaciones
Referencia datos:
- Tipo: Motor diésel de pistones opuestos en configuración cuadrangular
- Peso: 2.370 kg
- Admisión: Atmosférica
- Alimentación: Inyección
- Refrigeración: Líquida
- Potencia: 2.500 HP hasta 6.000 metros

### Desarrollos relacionados
- Junkers Jumo 224

### Motores similares
- Napier Deltic (no es un motor aeronáutico)

### Listas relacionadas
- Anexo:Motores aeronáuticos